# BRAVE (プロレス)
BRAVE（ブレイブ）は、プロレスリング・ノアのユニットである。2011年11月に結成、翌月より始動した。
ユニット名称に関して、元々は正式名は決まっていなかったが、マスコミや公式サイト等で、ユニット結成時のメンバーが丸藤正道・杉浦貴の2名で、ともに影響力のある選手であることから丸藤・杉浦軍（まるふじ・すぎうらぐん）、杉浦・丸藤軍（すぎうら・まるふじぐん）や丸藤軍（まるふじぐん）、あるいは杉浦軍（すぎうらぐん）などと仮称されていた。2012年4月に一般公募によりBRAVEと決定した。

## 略歴
2011年11月27日有明コロシアム大会で、丸藤正道の復帰戦を務め勝利を挙げた杉浦貴が試合後に、タッグ再結成を呼びかけそれに丸藤が応じた。
12月11日の静岡大会から丸藤・杉浦タッグが正式に始動した。
2012年1月4日、新日本プロレス東京ドーム大会で杉浦が3連勝中の後藤洋央紀と対戦し、昇天・改で敗れ対後藤戦初黒星となった。第9試合では丸藤が潮崎豪とタッグを組み中邑真輔&矢野通組と対戦し、潮崎が矢野をゴーフラッシャーで沈め、試合後中邑と丸藤がリング上で睨み合い、両者共にシングルマッチを要求した。
1月15日後楽園大会、ディスオベイのメンバーであった力皇猛が前年11月27日に引退し、居場所がなかったモハメド・ヨネが丸藤軍入りを希望し、杉浦と査定試合なるものが組まれたがオリンピック予選スラムで敗れ、保留となった。
1月18日神奈川大会で行われた杉浦と石森太二のシングルマッチでは、石森が先読みの攻防を繰り広げ杉浦は数えられる程の攻撃しかあたえられなかったが、最後は雪崩式オリンピック予選スラム1発で試合を決める。試合後ANMUに居場所がないという悩みを話し、今ツアー中に行動を起こすとも話した。
1月29日、ANMUに在籍していた石森が同ユニットを脱退。正式に丸藤軍に加入した。
2月14日後楽園大会、敵対ユニットのNO MERCYに谷口周平が電撃加入したのを見て、ヨネとリッキー・マルビンが丸藤軍に加入。これらの動きを受けてセミファイナルの6人タッグが8人タッグに変更された。
2月25日後楽園大会、中嶋勝彦が持つGHCジュニアヘビー級王座に石森が挑戦したが右ハイキックで敗れた。
3月14日、3月18日横浜大会で、森嶋猛が保持するGHCヘビー級王座に杉浦貴が挑戦する予定だったが、椎間板ヘルニアにより余儀なく同王座挑戦を辞退し、代役として丸藤正道が挑戦し敗北した。また、同日にはマルビンが、同じメキシコ出身のスペル・クレイジーと組んで、GHCジュニアヘビー級タッグ王者の鈴木鼓太郎・青木篤志組に挑戦し、惜敗した。
4月10日、チーム名が一般公募によりBRAVE（ブレイブ）に正式決定した。BRAVEは英語で「勇者」「勇敢な」「勇敢に立ち向かう」などの意味である。翌日より始まったグローバル・タッグ・リーグ戦2012には、丸藤とヨネのコンビで参加し、優勝した。なお、このリーグ戦中にBRAVEがマイバッハに暴行を見舞われているときに森嶋が救済に入る場面があり、最終戦の4月29日の試合後に森嶋とBRAVEが一緒に森嶋恒例の締め合図を行った。バックステージで丸藤が森嶋にBRAVEに欲しい要員であると勧誘。その後に森嶋の正式加入が決定した。
5月26日のディファ有明大会で、GHCタッグ王者の秋山準&齋藤彰俊に丸藤&ヨネが挑戦するも敗北し、王座奪取には至らなかった。
7月22日の両国国技館大会で、マルビン&クレイジーがGHCジュニアタッグ王座に再挑戦。見事に王座を奪取した。
7月29日の浜松大会で、小峠篤司が第6回日テレG+杯争奪ジュニアヘビー級タッグ・リーグ戦に向けて、タッグパートナーに石森太二を指名。石森がこれに応え、石森の要請により小峠のチーム加入が決定した。
9月ツアーで行われた第6回日テレG+杯争奪ジュニアヘビー級タッグ・リーグ戦には、BRAVEからは王者となったマルビン&クレイジーの他に、石森&小峠が参加。石森組がAブロック1位で決勝戦へ進出。Bブロック1位のZERO1勢・日高郁人&橋本大地を倒して優勝。試合後、ジュニアタッグへの挑戦を表明し、後日BRAVE同士のジュニアタッグ頂上決戦が行われ、王者組が勝利。
2013年1月27日、大阪府立体育会館大会で、全日本プロレス・近藤修司に流出していたGHCジュニアヘビー級王座に石森が挑戦し、勝利。同王座を初奪取した。
同年4月、グローバル・タッグ・リーグ戦2013にはAブロックに森嶋とヨネがタッグを再結成して参加、Bブロックには丸藤と杉浦のタッグで参加した。しかし、丸藤が公式戦1試合を行ったのみで負傷欠場。しかし小峠が代役を申し出、杉浦・小峠のタッグで再エントリーとなった。しかし、両チームとも優勝決定戦へ進出ならなかった。杉浦&小峠は技能賞を獲得した。
5月12日、後楽園ホールで「方舟新章」が行われ、GHCヘビー級選手権で王者KENTAに杉浦貴が挑戦し、敗北。試合後、KENTAが共闘を呼びかけ、それに呼応しNO MERCY入りした。移籍理由はチーム云々ではなくノアを面白くするためだとした。
8月4日、ディファ有明大会「DEPARTURE 2013 〜13年目の夏〜」で、丸藤正道&小峠篤司vs杉浦貴&高山善廣の試合後、ダイヤモンド・リングの中嶋勝彦がリング上へ現れ、ヘビー級転向し、打倒KENTAを目指すため、KENTA率いるNO MERCYと敵対するBRAVEへの加入をしたい旨を宣言した。その場にいた丸藤と小峠は承諾したが、後日モハメド・ヨネは反対した。同月24日、後楽園ホール「Summer Navig.2013〜丸藤正道デビュー15周年記念大会〜」で、ヨネと中嶋が一騎討ちを行うが、両者KOとなる。試合後、ヨネが中嶋の加入を認め、正式にBRAVE入りを果たした。
2014年1月5日、後楽園ホールのメインエベントでKENTAが保持するGHCヘビー級選手権に森嶋が挑戦し、勝利。試合後、BRAVEメンバーをリング上へ呼び寄せ、恒例のコールをするのかとおもいきや、乱入してきた拳王・マイバッハ谷口とともにメンバーを攻撃し、3人による新軍団の結成を宣言した。
2015年12月24日、丸藤副社長よりノアのユニットを解体する意向が発表された。

## メンバー
- 丸藤正道 - 設立メンバー、事実上のリーダー
- 石森太二 - 2012年1月29日加入[19]
- モハメド・ヨネ - 2012年2月14日加入[20]
- 小峠篤司 - 2012年7月29日加入
- 中嶋勝彦 - 2013年8月24日加入

元メンバー・元共闘選手
- 杉浦貴 - 設立メンバー、ユニット発起人。しかし、ノアを面白くするためにNO MERCYに移籍（2011年11月27日 - 2013年5月12日）
- スペル・クレイジー - 2012年3月頃からマルビンとタッグを結成したことにより、他のBRAVEメンバーと組むことがあった。
- リッキー・マルビン - 2012年2月14日加入[20]。2013年1月よりフリーとなり3月までは準メンバー扱いになるが、7月からはBRAVEのメンバーと組まないためメンバー扱いされていない[21][22]。
- 小川良成 - 2013年2月より共闘し、組むことが多かった時期がある[23]
- 森嶋猛 - 反旗を翻し新軍団を結成。 （2012年5月 - 2014年1月5日）

## 戦績

### シングル王座
GHCヘビー級王座
- 森嶋猛 - 18代（加入時にすでに保持）
- 丸藤正道 - 22代、24代

GHCジュニアヘビー級王座
- 石森太二 - 26代、30代
- 小峠篤司 - 28代

グローバル・リーグ戦
- 丸藤正道 - 第6回（2015年）優勝

### タッグ王座
GHCジュニアヘビー級タッグ王座
- リッキー・マルビン&スペル・クレイジー - 16代
- 石森太二&小峠篤司 - 20代、22代
- 小峠篤司&原田大輔 - 25代

GHCタッグ王座
- 丸藤正道&杉浦貴 - 27代

グローバル・タッグ・リーグ戦
- 丸藤正道&モハメドヨネ - 第5回（2012年）優勝

日テレG+杯争奪ジュニアヘビー級タッグ・リーグ戦
- 石森太二&小峠篤司 - 第6回（2012年）優勝
- 小峠篤司&原田大輔 - 第9回（2015年） 優勝